# Keigo Abe
Keigo Abe (jap. 阿部 圭吾 Abe Keigo; * 28. Oktober 1938 in Iyo; † 21. Dezember 2019) war ein japanischer Karateka und Träger des 9. Dan.

## Karriere
Keigo Abe begann 1953 im Alter von 15 Jahren mit dem Karatetraining. Im Jahr 1965 wurde er JKA-Trainer. Er war Schüler von Nakayama Masatoshi, welcher wiederum Schüler von Funakoshi Gichin, dem Begründer des modernen Karate, war.
Abe war zuletzt Träger des 9. Dan im Shōtōkan Karate (zweithöchster zu erreichender Grad) und leitender Ausbilder der Japan Shotokan Karate Association, einer Abspaltung der Japan Karate Association (JKA). Er war der einzige Shōtōkan-Kampfkünstler, der offiziell vor dem aktuellen Tennō (Kaiser) von Japan Katas aufführen durfte. Zudem war er verantwortlicher Karate-Choreograph des James-Bond-Films Man lebt nur zweimal.